# Biblia pauperum

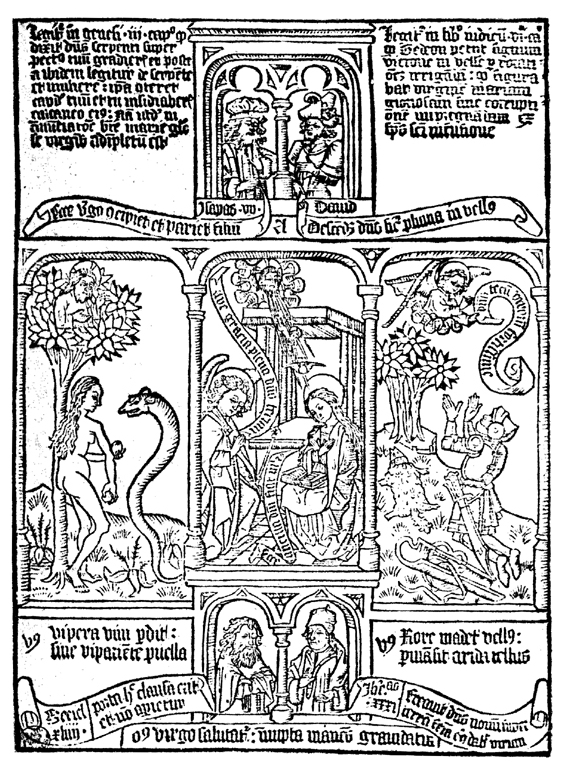
Tre episodi della Biblia Pauperum che illustrano similitudini fra il Vecchio e il Nuovo Testamento: Eva e il serpente, l'Annunciazione, il miracolo di Gedeone.

La Biblia pauperum (espressione latina che significa Bibbia dei poveri) è una raccolta di immagini medievali che rappresentano scene della vita di Gesù con i corrispondenti tipi profetici, cioè con le figure e le vicende dell'antica storia di Israele che, secondo la tradizione cristiana, sono anticipazioni e prefigurazioni della vita del Cristo.

## Struttura dellaBiblia pauperum
La serie generalmente consiste di quaranta o cinquanta pagine; ogni pagina è divisa in nove sezioni. I quattro angoli contengono testi esplicativi, mentre l'immagine centrale rappresenta una scena della vita di Gesù: tali scene sono organizzate in ordine cronologico. Sopra e sotto sono riportate immagini dei profeti e su ogni lato sono presentate invece scene dell'Antico Testamento. Viene riportata quindi una concordanza tra il Nuovo e l'Antico Testamento, mettendo in parallelo le vicende dell'uno con le vicende dell'altro, secondo la tradizione comune della Chiesa nel riconoscere "tipi" e "figure" dell'Antico Testamento, come insegnato dalla liturgia e dai Padri. Perciò le Bibliae pauperum erano chiamate talvolta "Figure tipiche dell'Antico Testamento e antitipiche del Nuovo Testamento" (dove "tipo" e "antitipo" significano due realtà delle quali una è figura e anticipazione dell'altra) o anche  "Storia di Cristo per immagini".

## Evoluzione storica
L'invenzione di questi libri di immagini è attribuito a Sant'Oscar, vescovo di Brema, secondo quanto dichiarato in una nota aggiunta ad una copia di Hannover; nella cattedrale di Brema sono presenti residui di immagini corrispondenti a questa copia.
Il nome, tuttavia, di Biblia pauperum sembra non essere primitivo. Venne aggiunto successivamente ad un manoscritto nella libreria Wolffenbüttel; il manoscritto venne catalogato ed il nome divenne comune. Non è chiaro il motivo per cui fosse chiamato così. Forse perché secondo un detto antico quelle immagini erano la Bibbia dei poveri, ossia di coloro che non avevano ricevuto un'istruzione e, non potendo leggere, dovevano accontentarsi di guardare le immagini, imparando da esse.
Altri ipotizzano invece che il termine indicasse “economico”: se anticamente i manoscritti erano stati i mezzi di conoscenza della maggior parte delle persone, quando venne introdotta l'arte della stampa da blocchi incisi questi libri di immagini furono i primi ad essere stampati ed ebbero una grande diffusione. Non si hanno informazioni precise riguardo alla motivazione per la quale questi libri vennero diffusi, probabilmente avvenne per istruzione religiosa o forse anche per servire da modelli per gli artisti. Ciò che è certo è che hanno esercitato una grande influenza nella diffusione della conoscenza dei misteri della fede, fornendo temi per predicatori ed artisti. A Hirschau in Baviera l'intera serie di immagini è riprodotta in vetro colorato.

## Estensione del termine
L'espressione biblia pauperum viene usata anche per descrivere l'apparato iconografico di una chiesa, soprattutto quando i dipinti, gli affreschi, le tele o le icone in essa presenti sono molto numerosi e sono organizzati in una serie cronologica, in modo da illustrare con episodi successivi la storia di Gesù, o di Maria, o di santo, o di qualche episodio tratto dalla Bibbia: così chiunque, anche i più poveri e ignoranti, potevano avere una qualche conoscenza della storia della salvezza.

## Diffusione e influenze linguistiche
Prima della Riforma queste tavole illustrate erano molto conosciute «tanto fra il clero quanto fra i laici. (...) Cominciò, in tal modo, l'importanza dell'arte nel Medio Evo. (...)». Inoltre, è stato scritto ancora, «la diffusione di questi libri fu uno dei primi passi verso lo scisma della chiesa cattolica e la nascita del protestantesimo. (...) È facile immaginare un cardinale della Chiesa Romana (...) alzare il braccio per scagliare l'anatema» contro questi che sono stati definiti «i fumetti dell'epoca».
Della Biblia Pauperum quale antenato del fumetto ne parla tra gli altri Gaetano Strazzulla definendola «specie di "libro dei poveri" a uso degli illetterati, (...)».